# Milo Rambaldi
Milo Giacomo Rambaldi is een personage uit de Amerikaanse televisieserie Alias.
Rambaldi (1444-1496) was een Italiaanse profeet, geboren te Parma.
Zijn futuristische uitvindingen staan centraal in verschillende afleveringen van de serie. Dankzij zijn hoog technologische snufjes was hij niet enkel voor op de technologie van zijn periode maar ook op de huidige. Verschillende organisaties voelen zich aangetrokken tot zijn uitvindingen waardoor er een strijd bestaat tussen zowel terroristische organisaties als legale organisaties om zijn uitvindingen te bemachtigen.
Zijn symbool is het oog van Rambaldi <o> dat in verschillende afleveringen en uitvindingen voorkomt.